# Sistema nerviós perifèric

En blau, principals nervis perifèrics

El sistema nerviós perifèric està compost pel sistema nerviós somàtic i el sistema nerviós autònom o vegetatiu (compost aquest pel sistema simpàtic i el parasimpàtic). Simplificant molt, es diu que el simpàtic activa totes les funcions orgàniques (és actiu), mentre que el parasimpàtic protegeix i modera la despesa d'energia.
Així doncs, el sistema nerviós està format pel sistema nerviós central i el sistema nerviós perifèric. La diferència entre els dos és que el sistema nerviós perifèric no està protegit per ossos ni tampoc per la barrera hematoencefàlica. Però ambdós necessiten la vitamina B1 per no patir danys, ja que es pot desenvolupar la malaltia del Beri-Beri.
Aquest està compost per nervis i ganglis nerviosos. Els nervis són manats de prolongacions nervioses de substància blanca en forma de cordons que comuniquen els centres nerviosos amb tots els òrgans del cos. Formen part del sistema nerviós perifèric. Els nervis aferents transporten senyals sensorials al cervell, per exemple de la pell o altres òrgans, mentre que els nervis eferents condueixen senyals estimulants des del cervell cap als músculs i glàndules.

Aquests senyals, sovint anomenats «impulsos nerviosos», són també conegudes com a «potencials d'acció»: ones elèctriques que viatgen a grans velocitats, neixen habitualment al cos cel·lular d'una neurona i es propaguen ràpidament per l'axó cap al seu extrem, on per mitjà de la sinapsi, l'estímul és transmès a una altra neurona o un òrgan efector, com ara una fibra muscular o una glàndula.

## Classificació
El sistema nerviós perifèric es pot dividir en dos nous sistemes: sistema nerviós somàtic o voluntari i sistema nerviós autònom o involuntari.

### Sistema nerviós somàtic
Aquest s'encarrega de recollir informació sensorial. Està compost per nervis espinals i cranials.
El sistema nerviós somàtic és aquella part del sistema nerviós perifèric capaç de ser controlada pel mateix organisme a voluntat. Just el contrari que el sistema nerviós autònom.
- Nervis cranials: aquests són els que envien informació sensorial procedent del coll i el cap al sistema nerviós central. Reben ordres motrius per al control de la musculatura esquelètica del coll i el cap
- Nervis espinals, que són els que envien informació sensorial (tacte, dolor) del tronc i les extremitats cap al sistema nerviós central a través de la medul·la espinal. També envien informació de la posició i l'estat de la musculatura i les articulacions del tronc i les extremitats a través de la medul·la espinal. Reben ordres motrius des de la medul·la espinal per al control de la musculatura esquelètica.

### Sistema nerviós autònom
El sistema nerviós autònom o SNA controla les funcions que realitzen els òrgans interns sense un control conscient per part de l'individu, com ara el batec cardíac, els moviments respiratoris, la digestió, l'excreció, etc. Està constituït per alguns nervis cranials i raquidis.
L'SNA es compon del sistema nerviós simpàtic i del sistema nerviós parasimpàtic.
- El sistema nerviós simpàtic s'autoregula i és l'activador d'accions involuntàries. Per exemple. dilatació de les pupil·les, increment freqüència cardíaca, entre d'altres. Es troba a la part mitjana de la medul·la espinal. Durant l'activació segrega adrenalina.[5]
- El sistema nerviós parasimpàtic és inhibidor i desactiva accions involuntàries. Localitzat a l'encèfal fa les accions contràries al simpàtic. Durant la inhibició segrega acetilcolina.